# 녹색의 그리스도
《녹색의 그리스도》(프랑스어: Le Christ vert, 영어: The Green Christ)는 폴 고갱이 1889년 가을 브르타뉴 퐁타벤에서 캔버스에 그린 유화이다. 그의 또 다른 작품 《황색의 그리스도》와 함께 상징주의 회화의 핵심 작품 중 하나로 평가된다. 이 작품은 예수의 십자가형 조각상, 즉 갈보리의 발치에 있는 브르타뉴 여인을 묘사하고 있다. 갈보리는 브르타뉴의 마을 광장에서 흔히 볼 수 있다. 그림 속 여인은 뒷 배경에 있는 인물들을 피해 숨어 있는 것처럼 보이며 녹색 그리스도 조각상은 그들로부터 그녀를 보호해 주고 있다.
그림 속 배경은 프랑스 르 폴뒤(Le Pouldu)의 대서양 연안이다. 그림 속 갈보리는 여러 곳에서 온 여러 갈보리를 모아 놓은 것이다. 십자가는 해안에서 몇 마일 떨어진 곳에 위치한 퐁타벤과 가까운 공동체인 네베스(Névez) 중심부에 있는 십자가를 기반으로 하고 있으며, 그리스도 형상은 해안에서 어느 정도 떨어진 브리엑(Briec)의 갈보리를 기반으로 하고 있다.